# Louis Stouffs
Louis Julien Stouffs (Ohain, 10 december 1863 - Tessenderlo, 22 mei 1933) was een Belgisch volksvertegenwoordiger.

## Levensloop
Stouffs promoveerde tot doctor in de rechten.
Hij was provincieraadslid voor Brabant van 1894 tot 1896. In juli 1896 werd hij verkozen tot katholiek volksvertegenwoordiger, als vertegenwoordiger van de christendemocratie, voor het arrondissement Nijvel en hij vervulde dit mandaat tot in 1900. Hij behoorde tot de Jeune Droite van progressieven die onder de leiding van Henry Carton de Wiart en Jules Renkin het sociaal katholicisme binnen de katholieke partij brachten.